# St-Aubert

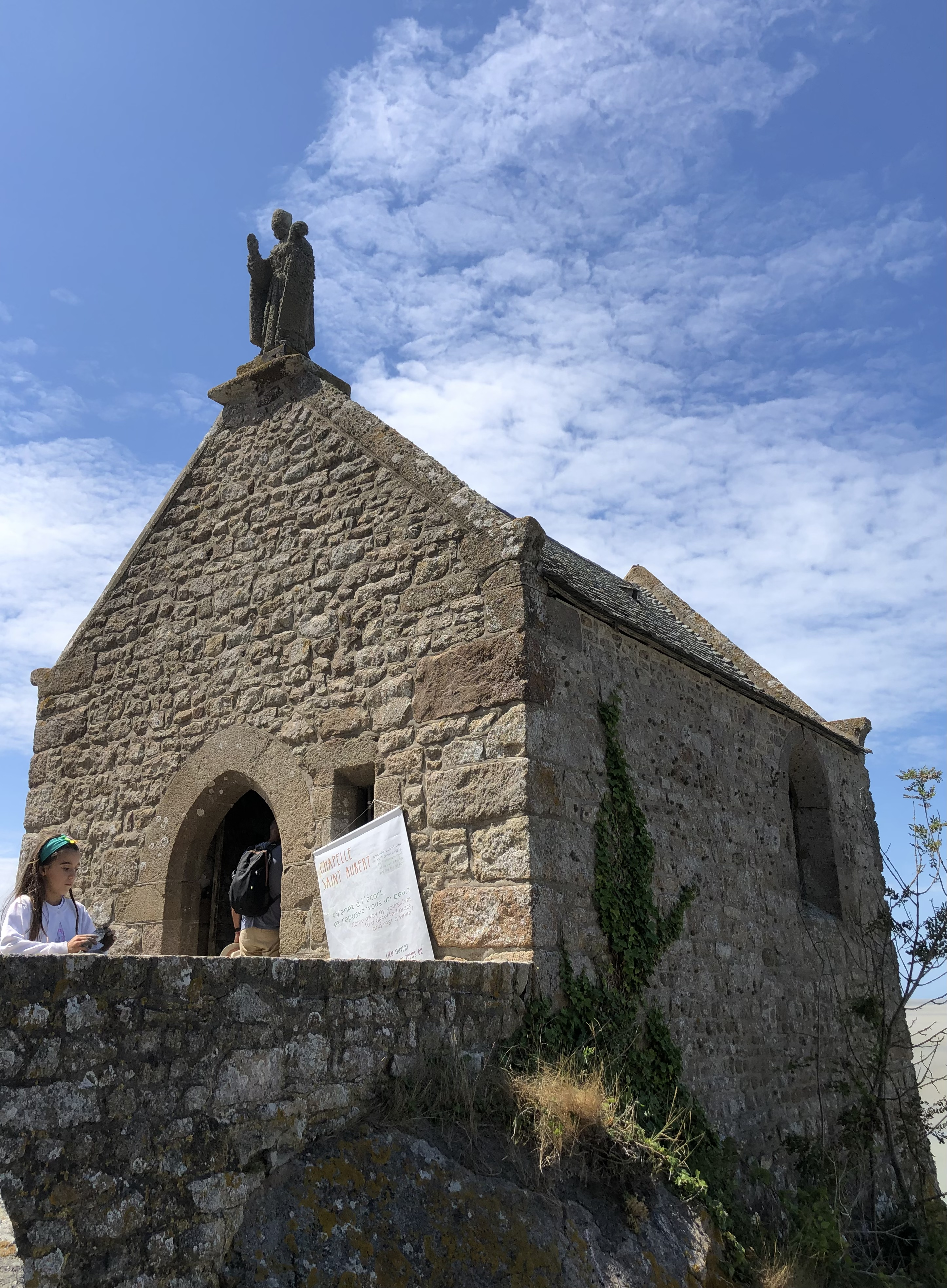
Kapelle Saint-Aubert, 2022

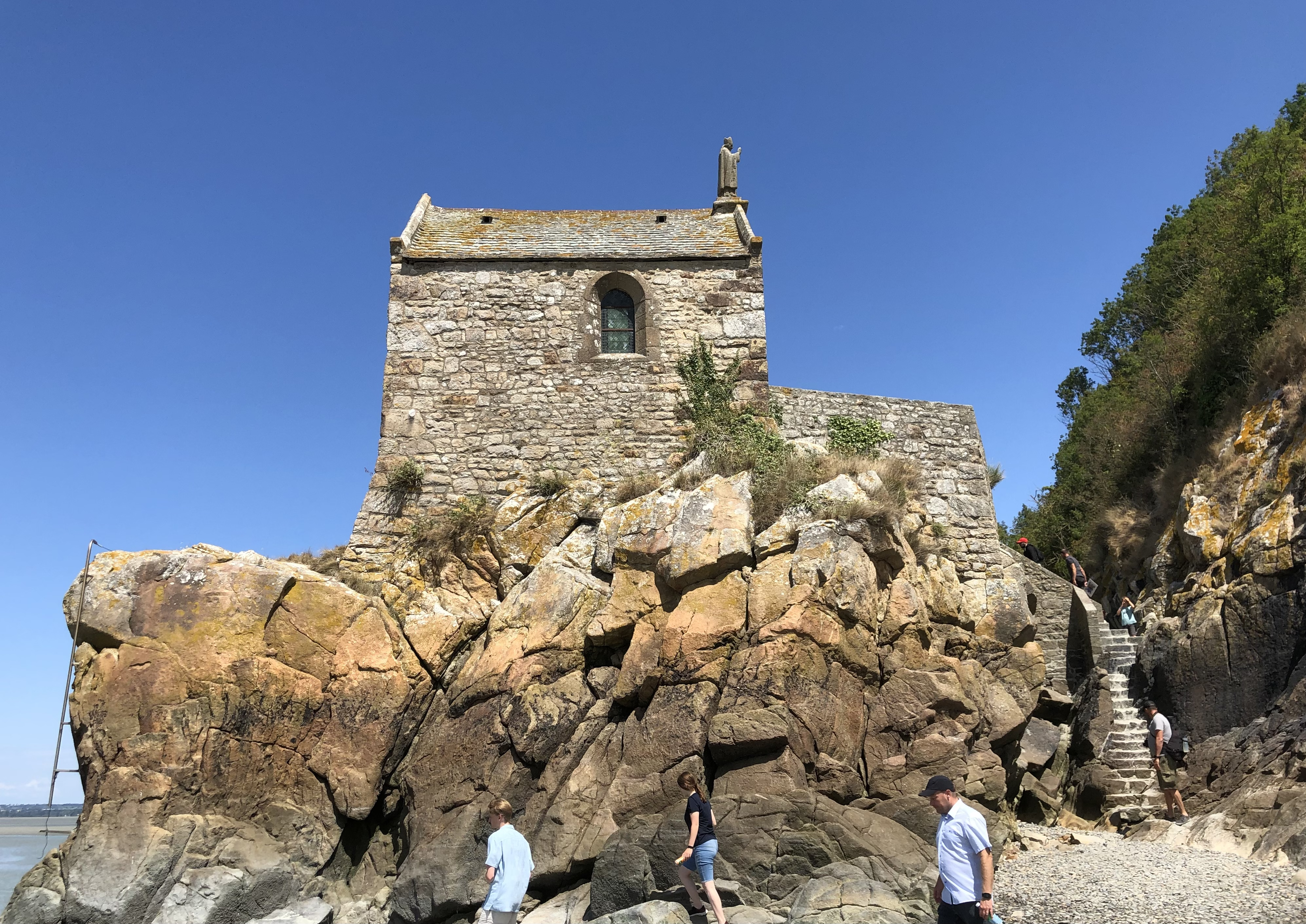
Blick von Süden

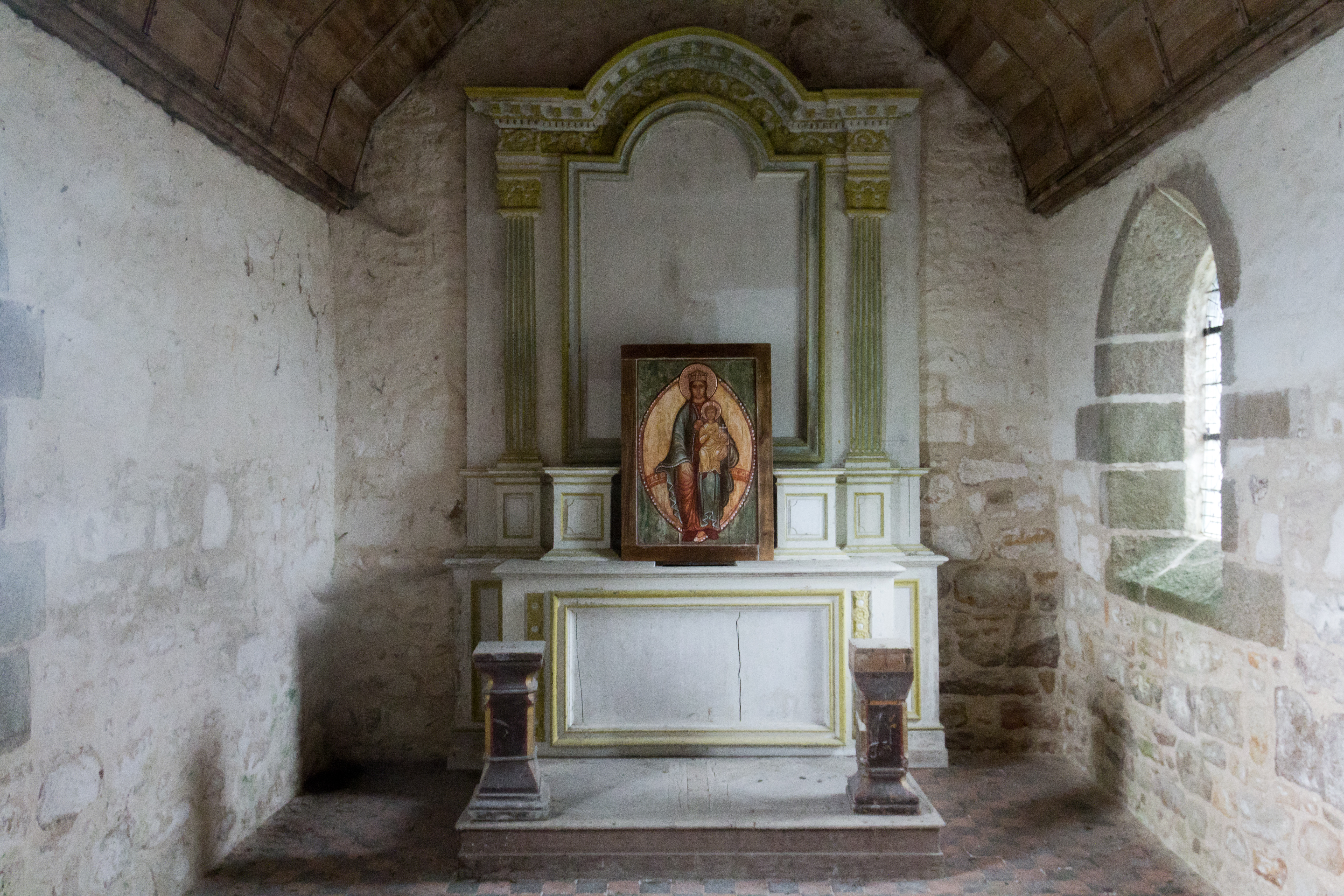
Altar, 2011

Die Kapelle Saint-Aubert (französisch Chapelle Saint-Aubert) ist eine römisch-katholische Kapelle in der Gemeinde Le Mont-Saint-Michel in Frankreich.

## Lage
Die Kapelle befindet sich auf einem Felsvorsprung an der Westseite des Mont-Saint-Michel unmittelbar an der Küste. Bei Flut kann der Felsen komplett umspült werden, so dass er wie eine kleine Version des Mont-Saint-Michel wirken kann.

## Architektur und Geschichte
Errichtet wurde die Kapelle vermutlich im 12. Jahrhundert, möglicherweise unter dem Abt Robert von Torigni. Geweiht wurde sie dem Heiligen Aubert von Avranches. Zum Teil finden sich auch Angaben, die von einer Entstehung erst im 15. Jahrhundert ausgehen. Einer Legende nach wurde die Kapelle auf einem Felsen errichtet, den der Heilige Aubert hierhin geworfen hatte.
Der Grundriss der Kapelle ist rechteckig. Auf der Ostseite ist der Eingang angeordnet, der von einer den Heiligen Aubert darstellenden Statue bekrönt ist. In den Längsseiten befindet sich sowohl auf der Nord- als auch auf der Südseite jeweils ein kleines rundbogiges Fenster. Bedeckt ist die Kapelle von einem Satteldach.
Im Inneren ist an der Westseite ein Altar aufgestellt. Das auf Holz gemalte Altarbild zeigt als Motiv die Jungfrau mit dem Kinde.
Am 15. Februar 1908 wurde die Kapelle als Monument Historique registriert. Sie wird in der Liste der Monuments historiques in Le Mont-Saint-Michel unter der Nummer PA00110462 mit dem Status Classé geführt. Die Kapelle befindet sich im Eigentum der Gemeinde.